# Пасош Италије
Пасош Републике Италије је јавна путна исправа која се држављанину Италије издаје за путовање и боравак у иностранству, као и за повратак у земљу. 
За време боравка у иностранству, путна исправа служи њеном имаоцу за доказивање идентитета и као доказ о италијанскоме држављанству.
Пасош Италије се издаје за неограничен број путовања.
Италија је потписница Шенгена, и према томе италијански грађани могу да путују на територији Европске уније само са личном картом.
Италијанска лична карта може да се користи и за путовање у Републику Хрватску и у Републику Србију.

## Језици
Пасош је исписан италијанским језиком.

### Страница са идентификационим подацима
- Слику носилац пасоша
- Тип („P“ за пасош)
- Код државе
- Серијски број пасоша
- Презиме и име носиоца пасоша
- Држављанство
- Датум рођења (ДД. ММ. ГГГГ)
- Пол (M за мушкарце или F за жене)
- Место рођења
- Датум издавања (ДД. ММ. ГГГГ)
- Потпис носиоца пасоша
- Датум истека (ДД. ММ. ГГГГ)
- Ауторитет

## Почетак издавања
Почетком 2006. су представљени нови биометријски пасоши Италије.